# Ягнін
Ягнін (пол. Jagnin) — село в Польщі, у гміні Опатув Опатовського повіту Свентокшиського воєводства.
Населення — 121 особа (2011).
У 1975-1998 роках село належало до Тарнобжезького воєводства.

## Демографія
Демографічна структура на день 31 березня 2011 року:
|          | Загалом | Допрацездатний вік | Працездатний вік | Постпрацездатний вік |
| -------- | ------- | ------------------ | ---------------- | -------------------- |
| Чоловіки | 57      | 8                  | 45               | 4                    |
| Жінки    | 64      | 14                 | 37               | 13                   |
| Разом    | 121     | 22                 | 82               | 17                   |